# Cal Ferrer de Dalt (Sant Pere de Vilamajor)
Cal Ferrer de Dalt és una masia de Sant Pere de Vilamajor (Vallès Oriental) protegida com a Bé Cultural d'Interès Local.

## Descripció
Edifici del recinte de la Força de planta baixa i pis i cobert a una vessant amb teula àrab. És destacable l'arc adovellat de mig punt, avui retallat, finestres de pedra i carreus vermellosos a les cantonades. Una de les seves parets estructurals de 70 cm de gruix és part de la muralla del castell.